# Рожанский, Борис Григорьевич
Бори́с Григо́рьевич Рожанский (1894—1918) — революционер и чекист, председатель фронтовой ЧК.

## Биография
Активный участник борьбы с калединщиной на Дону. Член исполкома Ростово-Нахичеванского Совета, председатель чрезвычайной комиссии по борьбе с контрреволюцией и саботажем. На съезде Советов Северного Кавказа был избран членом ЦИК республики и членом крайкома партии. Работал в Екатеринодаре заведующим медико-санитарным отделом ЦИК, председателем ЧК. В Пятигорске, после переезда ЦИК из Екатеринодара, работал председателем фронтовой ЧК. Здесь 21 октября 1918 года был арестован и убит по приказу И. Л. Сорокина.

## Память
- Улица Рожанского в Пятигорске[1].
- На склоне горы Машук место его гибели с соратниками увековечено обелиском.